# 云山战斗
39°58′20″N 125°48′12″E / 39.97222°N 125.80333°E
雲山戰鬥是朝鮮戰爭中發生在1950年10月25日至11月4日於今日北韓雲山郡附近的一場戰鬥。作為中國人民志願軍第一次戰役的一部分，中國人民志願軍在10月25日開始於雲山附近一再攻擊大韓民國陸軍第1步兵師。在朝鮮戰爭期間與美軍的第一次突然遭遇戰中， 中國人民志願軍第39軍於11月1日在雲山攻擊毫無防備的美軍第8騎兵團，導致了美軍傷亡逾千，是朝鮮戰爭中所遇到的毀滅性損失之一。

## 背景
在朝鮮半島最南端的釜山防衛圈的聯合國軍部隊，到1950年10月時，追击朝鮮人民軍时已經成功地突破了三八线，並開始向北面的中朝邊境推進。隨著朝鮮人民軍的崩潰，美軍第1騎兵師在10月19日進入平壤，而韓國國軍則從四面八方向鴨綠江前進。 作為結束戰爭的感恩節攻勢的一部分，美國第1軍司令弗蘭克·米爾本少將要求韓國第1步兵師通過雲山鎮，進攻以攻佔在鴨綠江上的水豐水庫。
毛澤東對朝鮮人民軍的迅速崩潰感到震驚，為了出兵朝鮮半島而命令將中國人民解放軍的東北邊防軍改組為中國人民志願軍。儘管毛泽东決心出兵，但是中國將領對志願軍能否抗擊現代化的美軍仍然表示懷疑。作為一種妥協，毛澤東批准實施第一次戰役，對韓國軍隊進行有限的進攻行動，以建立一個橋頭堡，同時避免與美軍進行接觸。中國人民志願軍嚴格保密，在10月15日進入朝鮮。

### 位置與地形
雲山是朝鮮半島西北部的城市，它位於朝鮮半島西海岸清川江入口50英里（80）。 由於在中朝邊境的丘陵地形，雲山是鴨綠江地區少數的接入點。這個城鎮被北部的山區、西面的龍興江和東面的三滩川所包圍。在該市南面，有一個道路連接點可控制從雲山到立石的公路，同時喇叭山（185.5高地）控制這雲山和龍山洞之間的公路。這2條公路組成了在雲山的聯合國軍唯一的撤退路線。

### 部隊與戰略
根據米爾本將軍的指示韓國第1師連同在右邊的第6步兵師和左邊的美軍第24步兵師於10月24日向北前進，11月25日早上韓國第1師已佔領了雲山。 但是，隨著聯合國軍在韓國分散拉薄，在美軍第24師與韓國第1師之間產生一條15英里（24）的空隙，令韓軍的左翼失去保護。
中國人民志願軍發現聯合國軍薄弱的防線後，決定對雲山的韓國軍發起鉗形攻勢。作為第一次戰役的一部分，中國人民志願軍第40軍第120師首先在雲山封鎖及牽制韓國第1師。 同時，第40軍的大部，連同中國人民志願軍第38軍和第42軍的一個師，將攻擊並摧毀在雲山以東的韓國第6和第8步兵師。 最後，中國人民志願軍第39軍將通過滲透美軍第24師和韓國第1師在雲山以西的空隙，來摧毀韓國第1師。 聯合國軍的情報並未發現，第120師已在10月24日抵達封鎖陣地，其第360團出動重兵把守雲山的北部山區。 為模糊部隊的調動，並防止聯合國軍的空襲，中國人民志願軍在10月底還製造了數場森林火災。

## 戰況

### 初步前哨戰
10月25日上午10時30分，韓國第1師向北進攻，其第12團（團長金點坤上校）在三滩川西岸，而第15團（團長趙在美上校）試圖達到東岸。 但是，當第15團將要過河時，中國人民志願軍120師用重型炮火截擊韓國部隊。 韓國軍認為，這些抵抗來自朝鮮人民軍的最後殘餘，但很快就因在朝鮮戰爭中捕獲首位中國戰俘而改變其觀念。 戰俘透露，有10,000名來自中國的士兵在雲山北部等候。
面對大批來自中國的部隊突然出現，第1師試圖攻佔雲山周圍的山區以建立防禦陣地捕獲。在10月25日晚上韓軍很快發現自己陷入了與志願軍第360團的拉鋸戰。 第二天，志願軍第39軍抵達雲山以西，並切斷雲山和龍山洞之間的公路， 完全包圍了韓國第1師。在空投支援下，韓國第1師中的美軍第6中型戰車營和第10高射砲大隊於10月27日重新打通公路。 韓軍向北推進的多次嘗試沒有取得進展， 及戰鬥在10月28日中止。
儘管韓國第1師師長白善燁准將給予警告， 戰爭快結束的樂觀導致警告沒有被重視。 隨著雲山的戰鬥陷入僵局，美國第8軍團沃爾頓·沃克將軍命令美軍第1騎兵師轄下的第8騎兵團去替换韓國第12團，並恢復向北進攻。 而美國第8騎兵團在10月29日到達雲山時，韓國第1師之第11團也退出了雲山。 與此同時，中國人民志願軍在雲山以東擊潰了韓國第6師。 雲山現在已經成為聯合國軍防線在北部的一個突出部，內裡只有第8騎兵團和韓國第15團。

### 中方的反攻

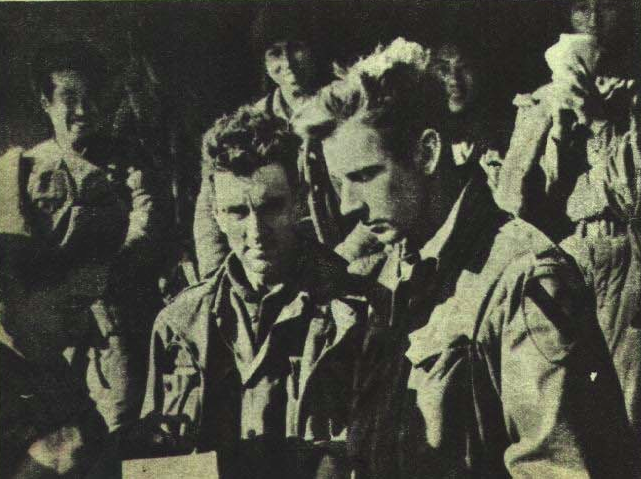
云山战斗中被俘的美國第一騎兵師士兵

由於仍然相信韓國第1師被牽制在雲山， 中國人民志願軍司令彭德懷在11月1日下令第39軍繼續前進以消滅在雲山的駐軍。 中方計劃要求志願軍第117師從東北、第116師從西北和第115師從西南進攻。 同時，美軍第8騎兵團已經進入市內的陣地，美國第1營防守雲山以北的三滩川，而第2和第3營防守雲山以西的龍興江。 但是聯合國軍兵力短缺在第1和第2營之間造成了一條1英里（1,600）的空隙。 另一方面，韓國第15團在雲山東北，美軍第1營陣地的對岸挖掘戰壕。
早在11月1日下午，一個從美軍第5騎兵團，第8騎兵團後衛派來的的巡邏隊被志願軍第115師第343團在喇叭山截擊。 隨著陷阱發現，中國人民志願軍於下午五時立即發動了攻擊。 在火箭炮火的支援下， 第117師全軍攻擊了韓國第15團，而另外第116師4個營攻擊美軍第1和第2營之間的空隙。 到晚上11時，激烈的戰鬥摧毀了韓國第15團，而美軍第1和第2營的彈藥耗盡。 由於聯合國軍在雲山周圍的防線被屈曲，米爾本在知道在右翼之韓國第6師被擊潰的情況下最終下令撤出守軍。
但在撤離能實行前，志願軍第116師第347團已經通過了美軍2個營之間的空隙進入了雲山。 此後不久，志願軍的路障開始出現在美軍第1和第2營的后路上。 隨著雲山被中國人民志願軍佔領，志願軍第116師第348團從雲山向南前進， 在凌晨2時30分於公路連接點伏擊聯合國軍。 由於所有道路被封鎖，美軍第1和第2營不得不分成小組通過滲透中國人民志願軍的防線來撤退， 而且沿途放棄大部分車輛和重型武器， 生還的美國及韓國士兵於11月2日撤至聯合國軍防線。
儘管美軍第1和第2營受到猛烈攻擊，第3營的駐防地區整夜大部分時間均很平靜。 但到凌晨3點，來自第116師一個連的中國人民志願軍突擊隊偽裝成韓國士兵滲透入第3營的指揮所。 之後的突襲令很多車輛起火，同時對騎兵團造成大量傷亡， 他們很多人當時仍在睡夢中。 當這場混亂的戰鬥結束後，第3營被志願軍第115師第345團迫入一個200碼（180）寬的袋形陣地內。 美軍第5騎兵團試圖去打破志願軍第343團在喇叭山的防線去營救第3營， 但在遭受530人的傷亡後，第5騎兵團根據美軍第1騎兵師師長霍巴特·蓋伊少將的命令被迫撤退。 被困的第3營不斷遭受攻擊，倖存的士兵在11月4日設法突圍。 到戰鬥結束時，第3營只有少過200名生還者撤回到聯合國軍防線。

## 總結
在雲山取得成功後，其餘的中國人民志願軍進攻越過聯合國軍防線，旨在把聯合國軍趕回清川江對岸，進入平壤。 但後勤補給困難迫使中國人民志願軍在11月5日脫離接觸，從而結束了第一次戰役。 除了在雲山的勝利，中國人民志願軍還在同一天內發生於雲山東北方的溫井戰鬥中擊潰了韓國第6師和第8師的第10團。 而中國人民志願軍在第一次戰役中也付出了10,700人傷亡的代價。
在雲山的勝利令北京領導層感到意外，因為對方是美軍。 中國人民志願軍和美國軍隊在雲山的偶然遭遇緩解了中華人民共和國領導人對韓國進行干預的担忧， 而美軍第1騎兵師的表現被中國人民志願軍指揮官仔細研究。另一方面，對於聯合國軍來說，儘管美國第八軍團在雲山遭受嚴重損失，聯合國軍司令部也不願意相信中國已經進入了戰爭。 中國人民志願軍司令員彭德懷把雲山納入了作為即將到來的第二次戰役的經驗教訓， 而道格拉斯·麥克阿瑟卻忽略了在雲山的災難，反而實施聖誕節回家攻勢， 導致了其之後在清川江及長津湖的決定性戰役。

## 附录
1. 1 2  中國人民解放軍軍事科學院 2000，第359頁
2. 1 2 3  Appleman 1992，第680頁
3. ↑  McMichael 1987，第69頁
4. ↑  Ecker 2005，第47頁
5. ↑  Chae, Chung & Yang 2001，第124頁
6. 1 2  中國人民解放軍軍事科學院 2000，第35頁
7. ↑  中國人民解放軍軍事科學院 2000，第29頁
8. 1 2 3 4  Ryan, Finkelstein & McDevitt 2003，第127頁
9. ↑  Przybyciel, Nick. . Air Force Reserve Command. 3 March 2005  [7 September 2009]. （原始内容存档于2011年6月7日）.
10. ↑  Millett, Allan R. . Encyclopædia Britannica. 2009  [2009-02-04]. （原始内容存档于2008-12-29）.
11. ↑  Alexander 1986，第250頁
12. ↑  Roe 2000，第156頁
13. ↑  Chae, Chung & Yang 2001，第114頁
14. ↑  Roe 2000，第145頁
15. ↑  Roe 2000，第146頁
16. ↑  Roe 2000，第150頁
17. ↑  Roe 2000，第141頁
18. ↑  Appleman 1992，第672頁
19. ↑  Appleman 1992，第673頁
20. ↑  Alexander 1986，第273頁
21. 1 2  Chae, Chung & Yang 2001，第116頁
22. 1 2 3  中國人民解放軍軍事科學院 2000，第20頁
23. ↑  中國人民解放軍軍事科學院 2000，第21頁
24. ↑  Appleman 1992，第690頁
25. ↑  Chae, Chung & Yang 2001，第116-117頁
26. 1 2  Chae, Chung & Yang 2001，第117頁
27. 1 2 3  Chae, Chung & Yang 2001，第118頁
28. ↑  中國人民解放軍軍事科學院 2000，第22頁
29. ↑  中國人民解放軍軍事科學院 2000，第24頁
30. 1 2 3  Appleman 1992，第678頁
31. ↑  Chae, Chung & Yang 2001，第119頁
32. ↑  Halberstam 2007，第9-44頁
33. 1 2  Chae, Chung & Yang 2001，第120頁
34. ↑  Appleman 1992，第681頁
35. 1 2  Roe 2000，第168頁
36. 1 2 3  中國人民解放軍軍事科學院 2000，第32頁
37. ↑  Alexander 1986，第271,273頁
38. 1 2  Appleman 1992，第694頁
39. ↑  Appleman 1992，第691頁
40. 1 2 3 4  中國人民解放軍軍事科學院 2000，第33頁
41. 1 2  Appleman 1992，第692頁
42. ↑  Appleman 1992，第694-695頁
43. ↑  Appleman 1992，第695頁
44. ↑  Appleman 1992，第696-697頁
45. 1 2  中國人民解放軍軍事科學院 2000，第34頁
46. ↑  Appleman 1992，第698-700頁
47. ↑  Alexander 1986，第276頁
48. 1 2  Appleman 1992，第700頁
49. ↑  Appleman 1992，第701頁
50. ↑  Mahoney 2001，第78頁
51. 1 2  Appleman 1992，第702頁
52. ↑  Mahoney 2001，第78-79頁
53. 1 2  Appleman 1992，第704頁
54. ↑  Appleman 1992，第707-708頁
55. ↑  Appleman 1992，第708頁
56. 1 2  Roe 2000，第176頁
57. 1 2  Alexander 1986，第288頁
58. ↑  中國人民解放軍軍事科學院 2000，第44頁
59. ↑  Roe 2000，第229頁
60. ↑  Roe 2000，第230頁
61. ↑  Alexander 1986，第287頁
62. ↑  Roe 2000，第233頁
63. ↑  Alexander 1986，第312頁

## 外部連結
- The Battle of Unsan - First Cavalry Division
- Unsan Unhinged - AccessMyLibrary（页面存档备份，存于）
- The Chinese Appraise Their First Phase Korean Action - history.army.mil（页面存档备份，存于）
- The Battle of Unsan - Air Force Reserve Command